# Leokadia Zorrilla, służąca artysty

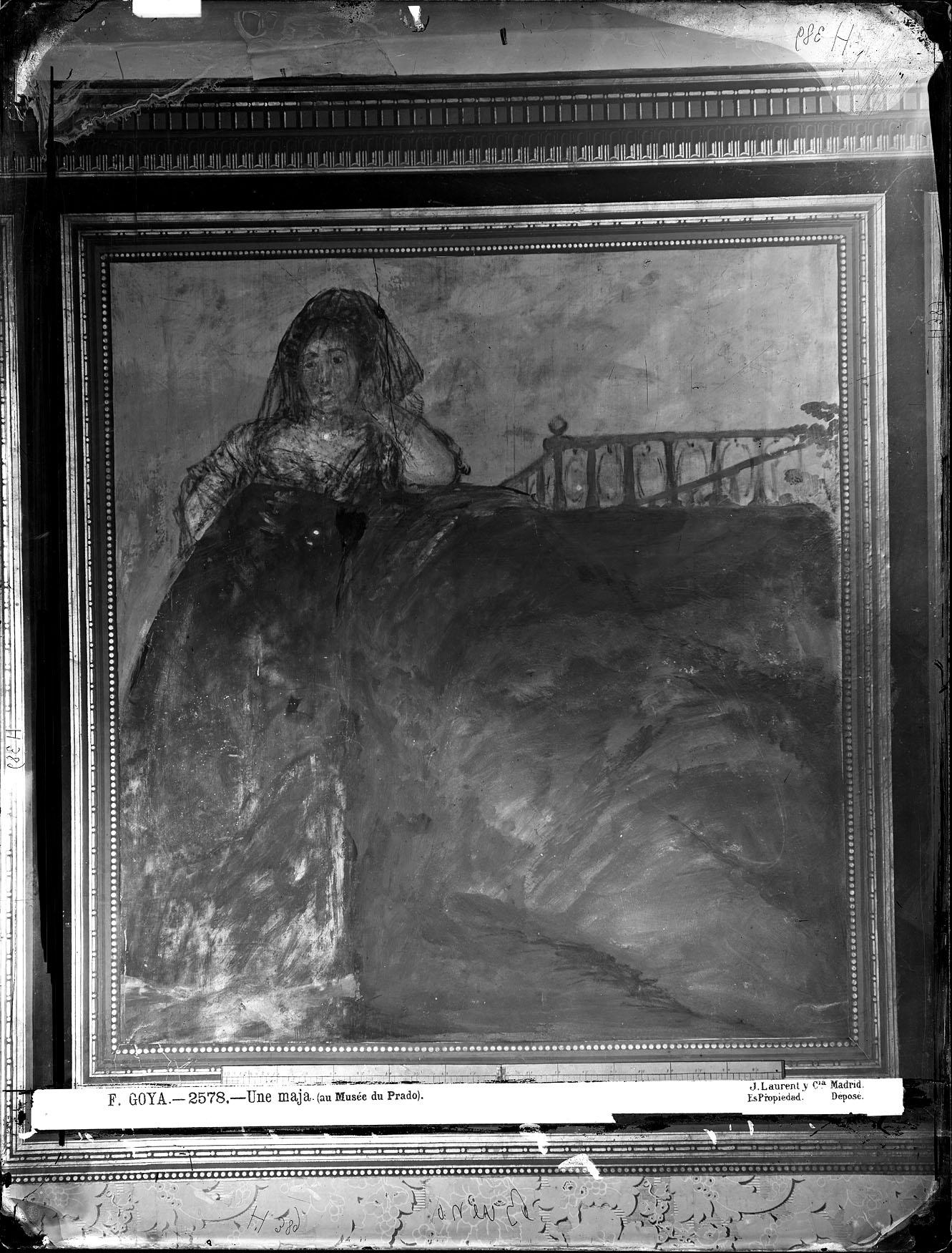
Leokadia Zorrilla, służąca artysty na zdjęciu wykonanym przez Jeana Laurenta w domu Goi ok. 1874 r., zanim obraz został przeniesiony na płótno

Leokadia Zorrilla, służąca artysty (hiszp. Una manola: doña Leocadia Zorrilla lub La Leocadia) – malowidło ścienne hiszpańskiego malarza Francisco Goi.

## Okoliczności powstania
Dzieło należy do cyklu 14 czarnych obrazów – malowideł wykonanych przez Goyę na ścianach jego domu Quinta del Sordo w latach 1819–1823. Zostały one sfotografowane przez Jeana Laurenta, a następnie przeniesione na płótna w latach 1874–1878 przez malarza Salvadora Martíneza Cubellsa. Obecnie znajdują się w zbiorach Muzeum Prado. Goya wykonał ten szczególny cykl obrazów na kilka lat przed śmiercią. Wyrażają jego lęk przed starością i samotnością, są również satyrą rodzaju ludzkiego i państwa hiszpańskiego.

## Analiza
Obraz przedstawia dojrzałą kobietę ubraną w żałobny strój. Kobieta stoi oparta o skałę lub kopiec z ziemi, nad którym widać ozdobne żelazne ogrodzenie umieszczane zwykle na mogiłach.
Krytycy czarnych obrazów zgodnie interpretują przedstawioną postać jako Leokadię Zorrilla y Galarza lub Leokadię Weiss (była żoną Isidora Weiss). Leokadia była gospodynią i kochanką Goi, mieszkała razem z artystą w Quinta del Sordo. Razem z nimi mieszkało dwoje dzieci Leokadii: Guillermo i Rosario, która mogła być córką Goi. Związek z zamężną Leokadią mógł być jednym z powodów, dla których Goya zakupił dom Quinta del Sordo w odosobnionym miejscu poza miastem. W 1824 roku Leokadia wyjechała razem z Goyą do Francji i opiekowała się nim aż do śmierci artysty w 1828 roku.
Mogiła, którą widać na obrazie może nawiązywać do ciężkiej choroby, z którą zmagał się Goya w 1819 roku, na krótko przed namalowaniem czarnych obrazów. Goya chorował prawdopodobnie na tyfus lub żółtaczkę i był wtedy bliski śmierci. Swoje zmagania z chorobą przedstawił na obrazie Autoportret z doktorem Arrietą. Artysta mógł namalować własny grób, jako zapowiedź zbliżającej się śmierci.
Na obrazie Goi Leokadia ma zamyślony i nostalgiczny wyraz twarzy. Widać również smutek, ale nie rozpacz po stracie ukochanego. Czarny welon okrywa jej twarz i opada na ramiona. Żółtawe światło pada na twarz, ramiona i pierś Leokadii kontrastując z czernią jej żałobnego stroju. Grube czarne kontury zaznaczają sylwetkę Leokadii, w tle widać bladoniebieskie niebo i chmury w świetle dnia. W przeciwieństwie do innych czarnych obrazów krajobraz nie jest ciemny i przygnębiający, smutek wzbudza raczej sama przedstawiona na obrazie scena.
Tak jak w przypadku innych czarnych malowideł paleta barw jest bardzo ograniczona, dominuje czerń, ochra i odcienie niebieskiego. Te barwy podkreślają temat śmierci, wdowieństwa i żałoby. To dzieło, podobnie jak cała seria, zawiera elementy właściwe dla XX-wiecznego ekspresjonizmu.